# 肉体の道
『肉体の道』（にくたいのみち、原題：The Way of All Flesh）は、ヴィクター・フレミング監督による1927年のアメリカ合衆国のサイレント・ドラマ映画である。パーレー・プーア・シーハンの原案を基にラホス・ビロ、ジュールス・ファースマンらが脚本を執筆しており、サミュエル・バトラーの同一原題の小説とは無関係である。またフィルムが失われていると見られており、カリフォルニア大学ロサンゼルス校のフィルム・アーカイヴに5分ほどの断片が残されているだけである。

## キャスト
- エミール・ヤニングス
- ベル・ベネット（英語版）
- フィリス・ヘイヴァー
- ドナルド・キース（英語版）
- フレッド・コーラー（英語版）
- フィリップ・ド・レーシィ（英語版）
- ミッキー・マックバン（英語版）

## 評価
主演のエミール・ヤニングスは『最後の命令』の演技と併せてアカデミー賞主演男優賞を獲得した。